# Näresaari (ö i Södra Savolax, S:t Michel)
Näresaari är en ö i Finland. Den ligger i sjön Iso-Ahvenainen och i kommunen Kangasniemi i den ekonomiska regionen  S:t Michel och landskapet Södra Savolax, i den södra delen av landet, 220 km norr om huvudstaden Helsingfors. Öns area är 0,4 hektar och dess största längd är 120 meter i nord-sydlig riktning.